# I will... (藍井エイルの曲)
「I will...」（アイ・ウィル）は、藍井エイルの18枚目のシングルである。2020年8月12日にリリースされた。

## 概要
テレビアニメ『ソードアート・オンライン アリシゼーション War of Underworld』アリシゼーション・アウェイクニング編のエンディングテーマに起用された。

## シングル収録内容
通常盤・初回生産限定盤
1. I will...
  - 作詞：Eir 作曲：TAMATE BOX、Saku 編曲：Saku
2. アンリアル トリップ
  - 作詞・作曲・編曲：ケンモチヒデフミ
3. MY JUDGEMENT
  - 作詞・作曲・編曲：新井弘毅
4. I will...（Instrumental）

DVD (初回生産限定盤のみ）
1. I will...（MV）
2. アンリアル トリップ（MV）

期間生産限定盤
1. I will...
2. アンリアル トリップ
3. MY JUDGEMENT
4. I will...（TV size）

DVD
1. 「ソードアート・オンライン アリシゼーション War of Underworld」2ndクールノンクレジットエンディングムービー」